# LK-700
LK-700 war ein sowjetisches Mondlande- und Aufstiegsmodul, das 1964 als Alternative zur N1 vorgeschlagen wurde. Es wurde von Wladimir Nikolajewitsch Tschelomei entwickelt und basierte auf einer Weiterentwicklung der bemannten LK-1-Sonde.
Die LK-700 wäre mit einer UR-700-Rakete gestartet, um drei Kosmonauten auf eine direkte Flugbahn zur Mondoberfläche und wieder zurück zu bringen. Diese direkte Flugbahn hätte es der Sowjetunion erlaubt, überall auf der der Erde zugewandten Mondseite zu landen. Dieser Entwurf wurde 1964 verworfen.

## Missionsablauf
Auf unbemannte Flüge wären bemannte gefolgt. Der vorgeschlagene Ablauf sah zwei Missionen vor:
- Mai 1972: Erster unbemannter UR-700/LK-700-Flug. Weitere Flüge hätten im November 1972 und April 1973 stattfinden sollen.
- April 1973: Erster bemannter UR-700/LK-700-Flug. Weitere Flüge hätten im August und Oktober 1973 stattfinden sollen.

Nach den ersten LK-700-Flügen wäre der „Lunar Expeditionary Complex“ mit drei Flügen auf dem Mond abgesetzt worden:
- 1. Flug: Errichtung einer Mondbasis, die einen sechsmonatigen Aufenthalt ermöglicht.
- 2. Flug: LK-700 mit Besatzung
- 3. Flug: Labor und Rover zur Erkundung der Mondoberfläche[3]

## Unterschiede zur N1
Das LK-700 in Kombination mit einer UR-700-Booster-Rakete besaß zwei wesentliche Unterschiede zur N1 von Sergej Koroljow:
- Anstatt eines Lande- und eines Mondorbitmoduls besaß es nur ein Modul, mit dem die Landung durchgeführt sowie der Rückflug zur Erde angetreten wurde.
- Außerdem wurde auf effizientere kryogene Antriebe verzichtet.